# Desmond Hoyte
Hugh Desmond Hoyte (Georgetown, 9 marzo 1929 – Georgetown, 22 dicembre 2002) è stato un politico guyanese.

## Biografia

### Origini e studi
Hoyte nacque il 9 marzo 1929 a Georgetown, capitale dell'allora Guyana britannica, unica colonia inglese del Sudamerica. Lavorò come insegnante in Guyana e a Grenada; mentre lavorava, Hoyte conseguì anche un bachelor of Arts nel 1950, presso l'Università di Londra.
Nel 1959 tornò nel Regno Unito per superare gli esami da avvocato, ottenendo un secondo baccellierato in legge e affiliandosi al Middle Temple. L'anno successivo aprì uno studio privato e divenne uno dei vertici dell'Ordine degli Avvocati della Guyana, che di lì a poco avrebbe guadagnato l'indipendenza.

### Carriera politica
Entrò in Parlamento come membro del Congresso Nazionale del Popolo nel 1968, e in breve divenne uno dei nomi di punta dell'esecutivo. Durante la sua carriera Desmond Hoyte ricoprì sempre ruoli legati al mondo dell'economia, divenendo ministro degli Affari Interni dal 1969 al 1970, ministro delle Finanze dal 1970 al 1972, ministro del Lavoro e della Comunicazione dal 1972 al 1974 e ministro dello Sviluppo Economico dal 1974 al 1980.
Dopo le elezioni del dicembre 1980 divenne uno dei ben cinque vicepresidenti del paese (in Guyana infatti è prassi eleggerne più di uno), diventando così uno stretto collaboratore del presidente e leader del PNC Forbes Burnham.
Nell'agosto 1984 venne nominato primo vicepresidente e primo ministro. Il presidente Burnham morì improvvisamente il 6 agosto 1985, e Hoyte divenne quindi presidente della Repubblica, in un momento in cui la Guyana stava attraversando prolungati problemi economici e sociali.

### Presidenza
Poco prima della morte di Burnham, lui e altri membri del PNC avevano avviato colloqui col movimento d'opposizione, il Partito Progressista del Popolo, nel tentativo di raggiungere l'unità nazionale per meglio affrontare i problemi del paese. Hoyte tuttavia, una volta presidente, annunciò nuove elezioni generali per il 9 dicembre successivo, di fatto invalidando i colloqui. A seguito della sua vittoria schiacciante alle elezioni del 1985, venne accusato di brogli e il dialogo con l'opposizione fu definitivamente interrotto.
Hoyte perseguì una politica d'apertura verso il mondo esterno e, tra le altre cose, panafricana, ospitando nel luglio 1987 il presidente del Congresso Nazionale Africano Oliver Tambo. Cercò inoltre di creare rapporti internazionali stabili (cosa non facile per un paese appena divenuto indipendente) e cercò di portare pacificazione etnica tra le varie popolazioni della Guyana, favorendo soprattutto i cittadini di origine indiana, componenti la maggioranza della popolazione.
Mentre era presidente, fu anche ministro degli Affari Esteri dal 1990 al 1992.

### Ultimi anni
Le elezioni dell'ottobre 1992, libere da condizionamenti e brogli elettorali, furono vinte dal Partito Progressista del Popolo guidato da Cheddi Jagan, già avversario di Hoyte alla precedente tornata elettorale, con ampio margine. Il presidente ammise la sconfitta e si dimise; Hoyte rimase comunque il leader del PNC fino alla propria morte.
Fu anche il candidato del PNC alle elezioni presidenziali del 1996 e del 2001, arrivando al secondo posto entrambe le volte (40,6% dei voti nel 1996, 41,7% nel 2001). Il PNC, dopo le dimissioni di Hoyte, non ha più riguadagnato il potere in Guyana fino al 2015, quando è stato eletto presidente David Granger (che però perse le successive elezioni del 2020).

### Vita privata
Sposò nel 1965 Joyce De Freitas (1934-2011), dalla quale ebbe due figlie, Amanda e Maxine Hoyte.
Subì una grave tragedia personale il 30 aprile 1985, quando le due figlie Amanda e Maxine morirono in un incidente d'auto mentre si recavano a Linden per ascoltare il padre, che avrebbe dovuto tenervi un comizio il giorno successivo. Morirono anche sua cognata e il suo autista; sua moglie Joyce invece fu l'unica sopravvissuta dell'incidente.
Morì a Georgetown, in Guyana, il 22 dicembre 2002, all'età di 73 anni. La sua tomba si trova nell'Orto Botanico della Guyana, dove sono sepolte le personalità politiche più importanti del paese.